# Veli Bijać
Veli Bijać je pretpovijesna gradina u Kaštelima. Nalazi se na uzvisini kod Kaštel Štafilića, i uz gradinu na Birnju iznad Kaštel Lukšića, spada po branjenoj površini u jedne od najvećih gradina na istočnoj obali Jadrana i njegovog zaleđa. Vrhunac razvitka doživio je u starijem željeznom dobu. Gradina je na brježuljku imena Veli Bijać. Podno njega i brda Trećanice prostiru se Bijaći.:16. Na nadmorskoj je visini od 208 metara.
Spada u primorske gradine kaštelanskog područja, uz Putalj, Lažane, Ostrog, Biranj i Luko. U ranom željeznom dobu glavna su središta bila Luko i Veli Bijać. U kasnom željeznom dobu glavnim je ostao Veli Bijać. Kao i sve gradine ovog kraja, početak njegova naseljavanja je u svezi s prijelazom iz eneolitika u rano brončano doba, oko 1800. pr. Kr. Bio je u aktivnoj uporabi sve do uspostave rimske vlasti. Izvjesno je da je i dalje bio sezonski posjećivan pri ispaši stoke, no nije korišten u kasnoj antici poput Birnja. Veli Bijać bio je veliko gradinsko naselje, kojemu je Resnik bio najbliži i najpogodniji izlaz na more. Važnost je zadržao i u starom vijeku.
Čini se da su stari Iliri služili se uvalom u Resniku prije grčkog naseljavanja, čemu u prilog govore nalazi ilirske željeznodobne keramike u najnižem sloju. Kad su Grci došli, trgovali su Velim Bijaćem i inim kozjačkim gradinama. Grci koji su trgovali bili su iz Isse pa iz Traguriona. Ostaje za nagađati jesu li Grci došli s Isse i naselili uvalu, ili iz obližnjeg Traguriona. Dokaz grčke trgovine s Ilirima su nalazi ulomaka helenističke crnoglazirane i gnathiae keramike na vrhu Velog Bijaća.:11. Vjerojatno je da je iz dio skupine gradina od trogirskog Malog polja na zapadu do Mosora na istoku koje su preteča Siculija.:8.
U Velom Bijaću bila je villa rustica. Resnik, u kojem je Siculi, nalazi se na križanju gdje se prometnica Salona - Tragurij odvajala ka unutrašnjosti, Javorskim putem koji je vodio ka rustičnim vilama u polju i Velome Bijaću, Planome i Labinskom dragom u zaleđe. Na području okolice Bijaća, Kaštel Sućurca i Kaštel Gomilice sačuvani su segmenti starorimske centurijacije, podjele obradivog zemljišta kolonistima na četvorine dimenzija 710 x 710 m.:170.
U starohrvatsko doba ovdje je podignuta crkvica sv. Onofrija, koju Kaštelani zovu Sv. Nofar.

## Vanjske poveznice
- Pantan-Resnik-Stomorija (Edenski vrt)-Sadine-kapela sv.Nofar-Resnik-kapela sv.Eustahije-Pantan Bikemap.net
- Crkva sv. Onofija, pogled s Velog Bijaća, Splitsko-makarska nadbiskupija
- Crkva sv. Onofija, pogled s Velog Bijaća, Splitsko-makarska nadbiskupija
- Crkva sv. Onofija, pogled s Velog Bijaća, Splitsko-makarska nadbiskupija
- Prapovijesna zbirka Muzej Grada Kaštela (fotografija uzvisine sa sv. Nofrom i Velim Bijaćem)
- [neaktivna poveznica] str. 8. - zračna ortofotografija gradine na Velom Bijaću (sl. 6)